# Elberta (Michigan)
Elberta è un villaggio degli Stati Uniti d'America, situato nello Stato del Michigan, nella contea di Benzie.